# Iris juncea
Iris juncea là một loài thực vật có hoa trong họ Diên vĩ. Loài này được Poir. miêu tả khoa học đầu tiên năm 1789.